# 도너리오름
도너리오름(回飛岳/豚漁岳/敦奧岳)은 돌오름, 돝내린오름, 돌체오름, 도을악(道乙岳)으로도 불리는 대한민국 제주특별자치도 제주시 한림읍에 있는 기생 화산으로 제주특별자치도 제주시 한림읍 금악리와 서귀포시 안덕면 동광리에 있는 오름으로 사유화(私有化)가 되어 있다. 돌오름, 돝내린오름, 돌체오름, 골체오름, 도을악(道乙岳)으로 불리듯이 붙은 이름이 많다. 금악동광간 포장도로(한창로, 1116번 지방도) 중간지점의 당오름, 금오름 등과 마주하고 있다. 주변에는 제주남이섬, 성이시돌목장, 오설록 등이 존재한다.

## 위치와 토양
도너리오름은 2개의 분화구가 있는, 작은 복합형 화산체이다. 해발 439ｍ로 오름 가운데 높은 편이다. 오름은 제주시 한림읍 금악리와 서귀포시 안덕면 동광리 경계에 있어 오름에 오르면 서부권의 경관을 한눈에 조망할 수 있다.
도너리오름은 오름의 토양 피복도가 낮은 데다 사람들이 오르내리는 구간의 송이층이 무너져 내리면서 2008년 12월 1일 첫 1년 간 자연휴식년제를 시행했다. 화산 분석이라고도 부르는 송이층은 현무암질의 얇은 화산 분출물이다.
학계에서는 백록담 분화구가 25만 년 전, 영실지역 한라산 현무암이 10만 년 전에 형성된 것으로 연구됐으나 분석 결과 3800년 전에 분출한 것이 서귀포시 송악산으로 추정됐다. 이뿐만 아니라 비양도 4500년 전, 성산일출봉 6000∼7000년 전, 도너리오름 6000년 전, 다랑쉬오름 9400년 전 등으로 화산 분출 시기가 1만 년 전 이내로 조사됐다.

## 자연휴식년
도너리오름은 훼손지의 식물덮임도가 평균 28% 이하로 낮아 복원 속도가 느리고 일부 지역은 소나 말 때문에 훼손면적이 늘어나 자연휴식년제 1년 연장이 거듭돼 오늘에 이르렀다. 자연휴식년제 기간에는 출입이 전면 통제되고 벌채, 토지 형질 변경, 취사, 야영 등을 할 수 없다. 이를 어기면 자연환경보전법에 따라 200만원의 과태료가 부과된다.

## 전해오는 이야기
도너리오름은 굼부리 바깥쪽이 넓게 벌어진 데서 '어귀'라는 '도'가 널찍하다하여 도너리오름이라 하여 돝내린오름은 옛날에 돝(멧돼지)가 내려왔다는데 연유하여 붙여진 이름이라고 전해진다. 원래 제주의 오름은 화산 폭발로 생긴 작은 화산체로 육상 전역에 360여개가 분포하고 그중에 지질 특성이 우수한 성산일출봉과 거문오름은 세계자연유산으로 지정됐다.
제주도에서 발생한 1948년 4·3사건 당시 도너리오름에는 여러 자연마을이 있었는데 제주시 한림읍 금악리에는 도을동(道乙洞) 마을이 있었지만 지금은 사유지 목장용 임야임을 알리는 철제문만 세워져 있는데 현재는 굳게 닫혀 있다. 서귀포시 안덕면 동광리에는 다섯 개의 자연마을이 있었다. 동광리는 무등이왓(80호), 삼밧구석(45호), 조수궤(10호), 간장리(10호) 등 150여 호가 모여 살던 전형적인 중산간 농촌마을이었다. 하지만 이 마을에 닥친 비극은 영화 ‘지슬’의 배경이 되면서 세간의 주목을 받았다.
분화구를 '도리암메(둥근 분화구)'라고 하는데, 이때의 '도리'는 원(圓)을 뜻하는 중세국어이자 제주도방언이고, 또한 '암메'는 '굼부리[噴火口)를 뜻하는 제주도방언이다. 또한 움부리는 ‘굼부리’로 화산분출로 생긴 움푹한 구멍으로 제주의 많은 오름에서 움부리를 볼 수 있다. 그래서 움부리는 여성을 비유해 ‘암메’, ‘도리암메’라고도 한다. 그 움부리에서 물이 솟기도 해 저지, 금능, 협재, 한림, 상명이 땅 밑 물길로 이어진다고 전한다. 움부리 없는 오름은 숫오름인데 제주의 삼백 육심여 오름의 어머니는 한라산이고 그 한라산의 정상에 어머니의 암메, 즉 거대한 움부리가 있다. 한라산은 일명 두무악(頭無嶽)으로, 여장군(女將軍)으로도 부른다. 특히 두무악은 머리가 없는 산을 뜻하는데, 그 이야기는 한 사냥꾼이 잘못해 활 끝으로 하늘님의 배꼽을 건드렸고, 이에 화가 난 하늘님이 산꼭대기를 뽑아 던져 버렸다는 전설에서 유래한다. 뽑힌 것이 지금의 산방산이요, 뽑힌 자리가 백록담이다.

## 같이 보기
- 한라산
- 오설록
- 넙게오름
- 제주남이섬
- 문도지오름

## 참고
1. 1 2 3  한국관광공사 편집부 (2017년 10월). 《대한민국구석구석 여행지》. 한국관광공사.
2. 1 2 3  임재영 기자 (2017년 11월 29일). “탐방객 늘어나며… 신음하는 제주 오름”. 동아일보. 2018년 3월 29일에 확인함.
3. ↑  “화산섬 제주 탄생과정 새롭게 밝힌다”. 동아일보. 2016년 5월 25일. 2018년 6월 23일에 확인함.
4. ↑  “50일간 동굴 은신...생존자들 또 '집단 학살'”. 제주신보. 2018년 5월 13일. 2018년 6월 23일에 확인함.
5. ↑  “한라산-낳을 生”. 경기일보. 2017년 4월 5일. 2018년 6월 23일에 확인함.